# ألفرد إلي
ألفرد إلي هو محامي وسياسي أمريكي، ولد في 15 فبراير 1815 في لايم في الولايات المتحدة، وتوفي في 18 مايو 1892 في روتشستر في الولايات المتحدة. نشط حزبياً في الحزب الجمهوري. وقد انتخب عضو مجلس النواب الأمريكي ‏.